# 虎豹潭溺水意外
虎豹潭溺水意外是2021年10月16日下午，發生於台灣新北市雙溪區虎豹潭景區的溺水事故。16日下午因瞬間溪水暴漲，導致參加自然體驗營的6名成員（2名大人、4名孩童）遭河水沖走。死亡人數共計6人。

## 經過
天大地方自然公司帶團含領隊共 31人（16大15小）於16日下午3點多出發，行程是過梳子壩後，往虎豹潭古道走到太平21號(其實是走步道時經過溪流，並非去玩水)，出發時已下起小雨，但快4點時，突然天空一黑下起大雨，就像用「倒」的，隊伍遇大雨折返時，原先領隊在前方，折返時領隊位置變為後方，約4點多時回到梳子壩前，隊伍直接通過梳子壩並無等待領隊，前方4大6小通過後，溪水暴漲，8人被沖走，其中劉爸抓住樹枝自行上岸，王姓9歲女童被沖走一段距離後自己爬上岸走到路上於6點被找到，其餘劉男童（11歲）、劉女童（8歲）、蔡女童（9歲）、陳女（15歲）、陳男（48歲）與鐘男（45歲）6人失蹤，消防隊於4 點38 分接獲民眾報案。

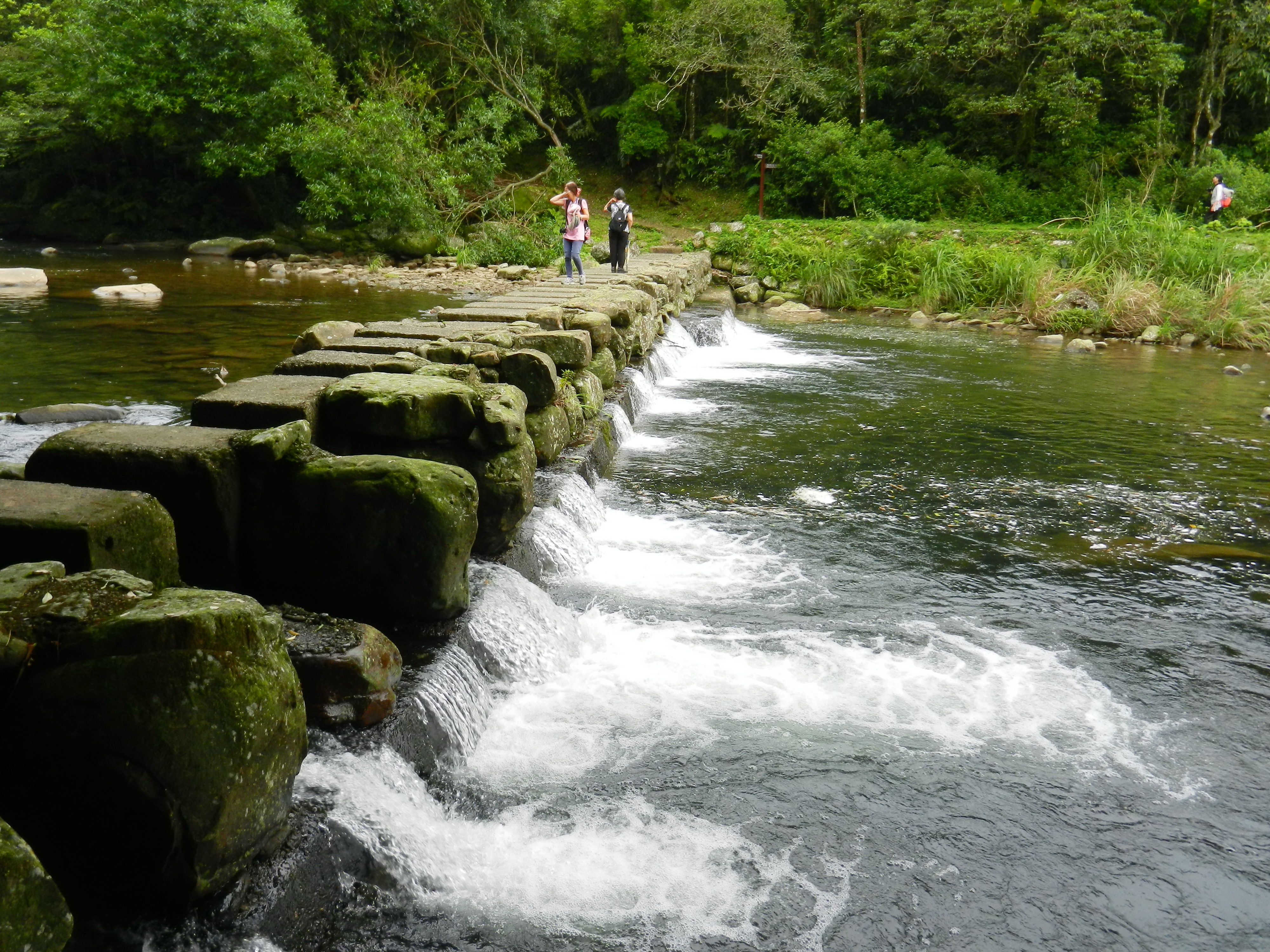
事故地點，非當時畫面

出事之後尚未通過的9大(含領隊)4小受困，由秀峰分隊人員引導上切，經壽山橋，於7點20脫困。
壩前雖有虎豹潭步道，走約1公里後可達壽山橋，但當時被水淹沒，無法通行。
課程一堂1600元，但只收小孩費用。成人則是免費，所以約是2人1600元。

## 事故
臺北市市長柯文哲2021年10月17日下午3時至新北市搜救前進指揮所，柯文哲表示，目前尋獲的4名落水者都先送基隆的醫院，再送基隆殯儀館，既然都是臺北市民，我們協調看看，集中在台北市立第二殯儀館，集中處理比較方便。
柯文哲說，原則上還是先搶救，雖然時間已經相當久，看還有沒有機會，我們知道相當不容易，不過還是先找到人。如果可以，在檢察官相驗完畢後，送回台北市二殯，再看如何處理。
針對業者柯文哲表示，上午台北市府已啟動法務局和商業處，負責人的帳戶和商業登記先凍結，該做的法律動作就先處理，才不會去變更負責人、脫產。

## 事故調查與責任歸屬
監察院於2021/10/26發布新聞稿：案發前氣象預報已經明確表示山區有雨，但大方自然體驗營仍然如期出團到虎豹潭進行戶外活動，造成6人因溪水暴漲而罹難。有媒體、北市議員揭露，天大地方自然公司既非立案補習班，也非立案旅行團，卻公開招攬學員參與戶外自然體驗活動牟利，引起葉大華、蔡崇義、范巽綠等3名監察委員關注。